# Loch Tulla
Pour les articles homonymes, voir Tulla.
Le loch Tulla (gaélique écossais : Loch Toilbhe, (lˠ̪ɔxˈt̪ʰɔlɔvə) est un petit loch près de Bridge of Orchy et de Glen Coe en Écosse et des hautes terres centrales. Il héberge des saumons dont certains sont élevés localement.